# Frank Mintz
Frank Mintz, nascido em 10 de maio de 1941  em Montpellier, é um escritor de língua francesa e espanhola, militante sindicalista e libertário da Confederação Nacional dos Trabalhadores - Solidariedade Operária. Ele às vezes usa os pseudônimos Martin Zemliak ou Israël Renov.

## Biografia
Frank Mintz nasceu em Montpellier de mãe Auvergne em Paris, e de pai apátrida (ex-cidadão soviético de origem judaica-alemã e russa). Seus escritos estão ligados à história do anarco-sindicalismo durante a Revolução Social Espanhola de 1936. É também tradutor (do italiano e do espanhol para o francês) de obras sobre o assunto e escreveu antologias sobre figuras importantes do anarquismo e/ou anarco-sindicalistas e/ou sindicalismo revolucionário, como Camillo Berneri ou Errico Malatesta.
Aposentado após mais de 34 anos como professor de espanhol, aproveita as horas vagas para acompanhar e participar dos debates e correntes anarco-sindicalistas na Europa e na América Latina.
Do ponto de vista político, aproxima-se das orientações sindicalistas revolucionárias desenvolvidas pela Sveriges Arbetares Centralorganisation (SAC) da Suécia e pela Confederação Geral do Trabalho na Espanha.

## Publicações
- Histoire de la mouvance anarchiste, 1789-2012, Éditions Noir & Rouge, 2013.
- Autogestion et anarcho-syndicalisme (analyse et critiques sur l’Espagne 1931-1990), Paris, éd. CNT-RP, 1999
- Explosions de liberté, Espagne 36 - Hongrie 56, Mauléon, Acratie, 1986, ISBN 2-905691-05-0
- La autogestión en la España revolucionaria, Madrid, La Piqueta, 1977
- L'autogestion dans l'Espagne révolutionnaire, Paris, Bélibaste, 1970, Paris, Maspero, 1976
- Los Amigos de Durruti, los trotsquistas y los sucesos de mayo, en collaboration avec Miguel Peciña, 1978.
- Avec René Berthier, Maurizio Antonioli, Gaetano Manfredonia, Jean-Christophe Angaut, Philippe Pelletier, Philippe Corcuff, Actualité de Bakounine 1814-2014, Éditions du Monde libertaire, 2014, ISBN 9782915514568, extraits en ligne.

Antologias:
- Diego Abad de Santillán - Historia y vigencia de la construcción social de un proyecto libertario (textos y documentación), Barcelone, Anthropos, 1993 [en collaboration avec Antonia Fontanillas]
- Noam Chomsky, Écrits politiques 1977-1983, Mauléon, Acratie, 1984 [sous le pseudonyme de Martin Zemliak]
- Errico Malatesta, Articles politiques, Paris, 10/18, 1979 [pseudonyme d’Israël Renov]
- Pierre Kropotkine, Œuvres, Paris, Maspero, 1976 [sous le pseudonyme de Martin Zemliak]

Artigos:
- Trois jours qui ébranlèrent le monde (Martin Zemliak), Predefinição:Date-, IRL Predefinição:N°, (p. 8-10)
- Kropotkine, Pierre - Paroles d’un révolté : 1885, préface par Frank Mintz, 2002, Recueil d’articles parus dans Le Révolté (1880-1882), Bibliogr. Impr. Firmin-Didot (Mesnil-sur-l’Estrée), ISBN 2-912339-17-0
- De l’Histoire du mouvement ouvrier révolutionnaire : actes du colloque international « Pour un autre futur », CNT-RP : Nautilus, 2001 – 302 p., ISBN 2-84603-011-1
- Quand l’Espagne révolutionnaire vivait en anarchie par Frédéric Goldbronn et Frank Mintz, Le Monde diplomatique, Predefinição:Date- (p. 26-27)
- À propos de deux camarades, Predefinição:Date-, dans Increvables anarchistes, 7 : histoire(s) de l’anarchisme, des anarchistes, et de leur foutues idées au fil de 150 ans du Libertaire et du Monde libertaire : volume sept, 1939-1945, de la résistance anti-fasciste aux luttes anti-coloniales, ISBN 2-903013-66-7
- Dictature jacobine et dictature révolutionnaire : le cas Lénine, dans Les Anarchistes et la Révolution française, Paris : Monde libertaire, 1990, 314 p, ISBN 2-903013-16-0
- Note sur les volontaires étrangers pendant la guerre d’Espagne (Martin Zemliak), La Rue, Predefinição:N°, Predefinição:2e 1986 (p. 33-40)
- À propos de démocratie (Martin Zemliak), Iztok, Predefinição:N°, Predefinição:Date-
- Les langues et la communication (sous le pseud. de Martin Zemliak, La Lanterne noire, Predefinição:Numéro avec majuscule, Predefinição:Date-) .
- Avec Frédéric Goldbronn, Quand l’Espagne révolutionnaire vivait en anarchie, Le Monde diplomatique, Predefinição:Date-, Predefinição:Lire en ligne.

Traduções:
- Argentine, généalogie de la révolte : la société en mouvement (Genealogía de la revuelta : Argentina, la sociedad en movimiento), La Plata 2003, Letra libre, par Zibechi Raúl, traduit par  Maria-Esther Tello et Frank Mintz, Paris : CNT-RP, 2004 [oct.] - 379 p., ISBN 2-915731-02-0
- Enseignement de la Révolution espagnole (Lessons of the Spanish revolution (1953)), Vernon Richards, : Acratie, 1997 - 221 p., ISBN 2-909899-09-8

### Artigos relacionados
- Revolução social espanhola de 1936
- Amigos de Durruti
- História do anarquismo
- Socialismo libertário
- Sindicalismo revolucionário